# Classeur à attaches
Cet article concerne le cahier à reliure. Pour le duo de musique québécoise, voir Duo-tang.

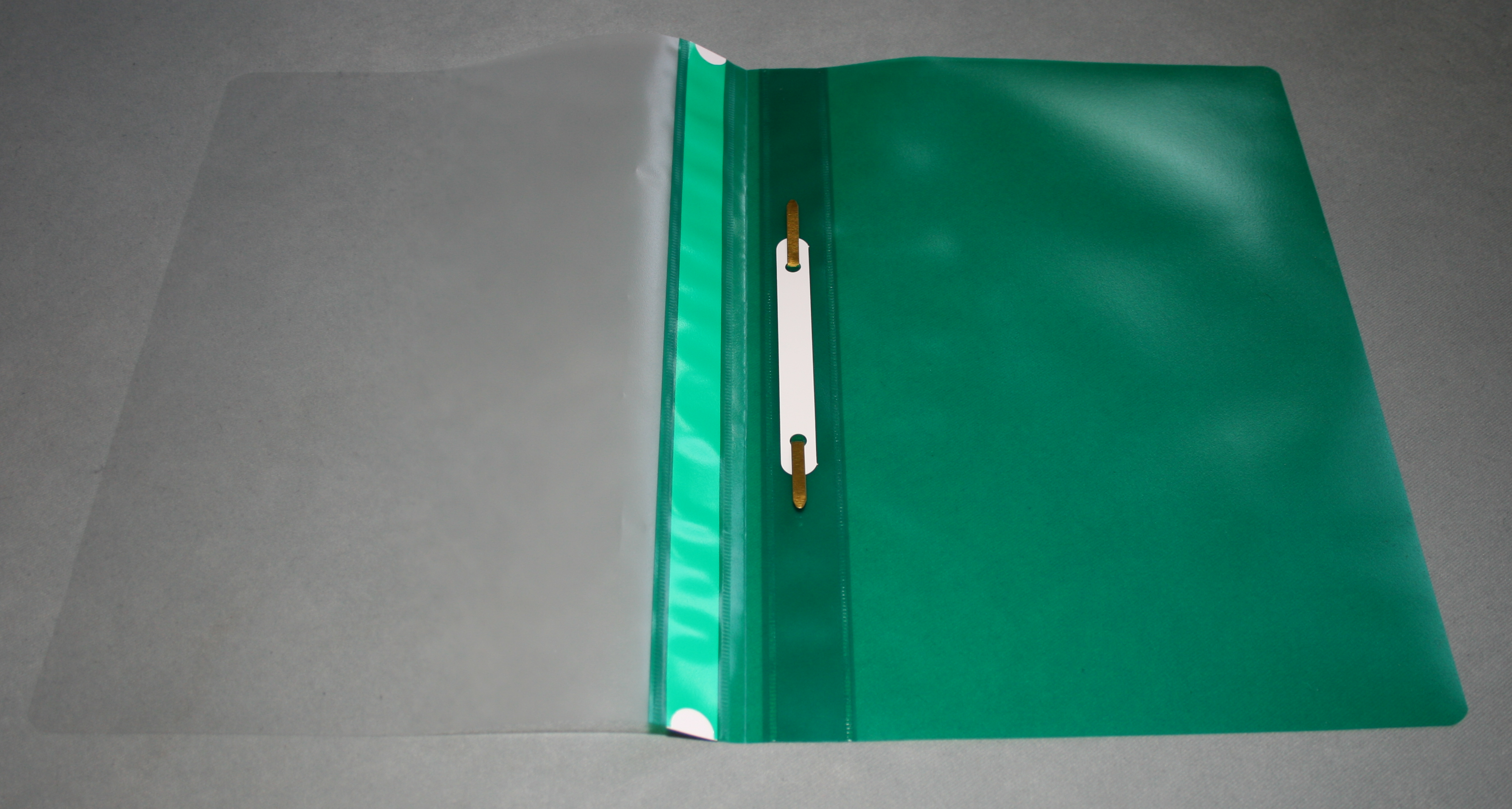
Un classeur à attaches.

Un classeur à attaches ou reliure à attaches (en anglais duotang ou duo-tang) est un cahier fait de papier cartonné servant à assembler de multiples feuilles de papier à l'aide d'attaches parisiennes de métal dont l'on plie les deux pattes. Au Canada (notamment au Québec), le mot "duo-tang" est devenu un nom de marque lexicalisé, c'est-à-dire utilisé dans le langage courant. 

## Invention
La compagnie Centis Consumer Products, propriétaire de Duo-Tang Inc., soutient que le mécanisme d'attache utilisé par ces reliures a été inventé en 1932 par un fermier de Chicago. La marque duo-tang fut achetée en 2004 par la compagnie Esselte .

## Étymologie du mot «duotang»
Le mot « duo » provient du latin et signifie « deux » alors que le mot « tang » provient du vieux norrois et désigne un objet métallique attaché à une poignée.